# عصوية ذهبية غامبرينيوسية
عصوية ذهبية غامبرينيوسية (الاسم العلمي: Chryseobacterium gambrini) هي نوع من البكتيريا، سلبية الغرام، تتبع جنس عصوية ذهبية.